# Elecciones estatales de Hesse de 2003

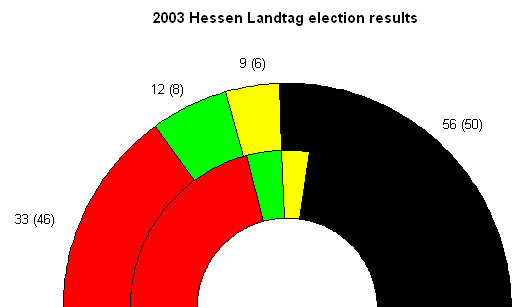
Resultados de escaños - SPD en rojo, CDU en negro, los Verdes en verde, FDP en amarillo.

La elección de Hesse de 2003, se llevó a cabo el 2 de febrero de 2003, para elegir a los miembros del Landtag (parlamento estatal) del estado federado alemán de Hesse.

## Resultados

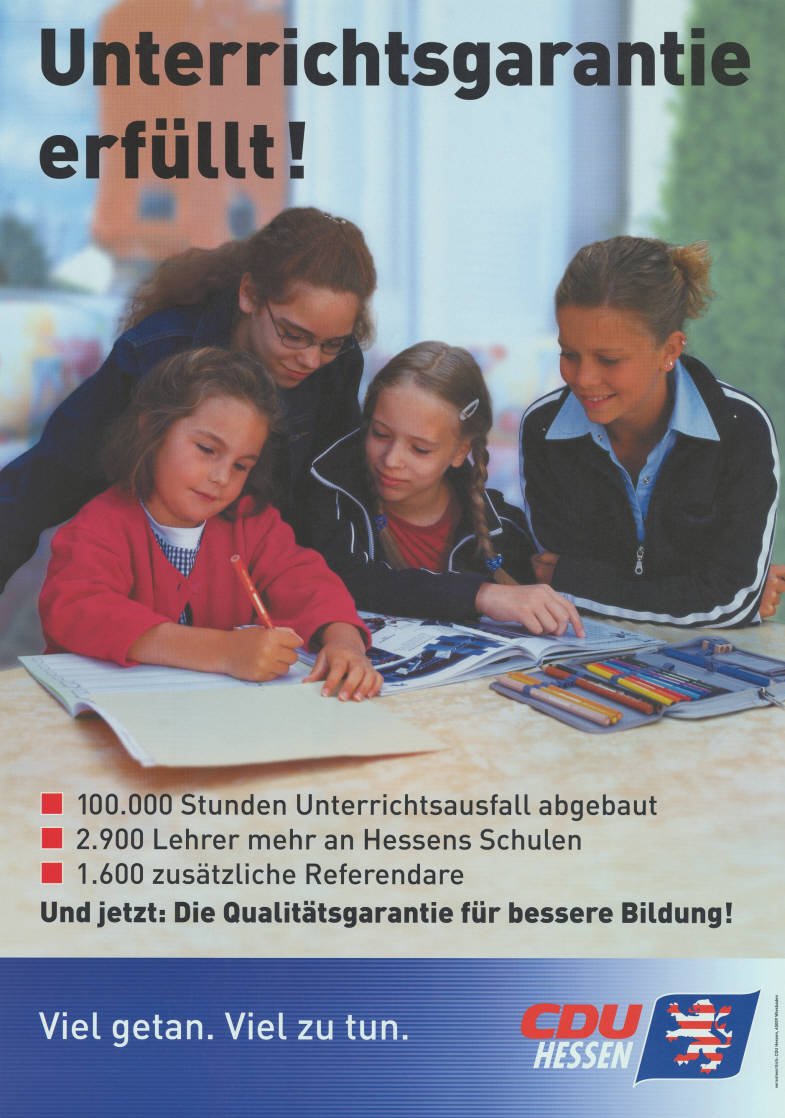
Afiche de campaña de la CDU.

Los resultados fueron:
| Partido | Partido                                   | Votos     | % de votos    | Escaños  | % de escaños |
| ------- | ----------------------------------------- | --------- | ------------- | -------- | ------------ |
|         | Unión Demócrata Cristiana (CDU)           | 1,333,863 | 48.8% (+5,4)  | 56 (+6)  | 50.9%        |
|         | Partido Socialdemócrata de Alemania (SPD) | 795,576   | 29.1% (-10,3) | 33 (-13) | 30.0%        |
|         | Alianza 90/Los Verdes (GRÜNE)             | 276,276   | 10.1% (+2,9)  | 12 (+4)  | 10.9%        |
|         | Partido Democrático Liberal (FDP)         | 216,110   | 7.9% (+2,8)   | 9 (+3)   | 8.2%         |
|         | Die Republikaner (REP)                    | 34,563    | 1.3% (-1,4)   | 0 (=)    | 0.0%         |
|         | Otros                                     | 78,604    | 2.8% (+0,6)   | 0 (=)    | 0.0%         |
| Total   | Total                                     | 2,734,992 | 100.0%        | 110      | 100.0%       |

## Post-elección
Roland Koch se mantuvo en el cargo de primer ministro en un gobierno en mayoría de la CDU, al haber obtenido dicho partido la mayoría absoluta de escaños. El FDP, que había sido su socio de coalición en el gobierno anterior, ya no era necesario para la CDU como consecuencia y se fue a la oposición.